# Пронский, Иван Иванович Турунтай

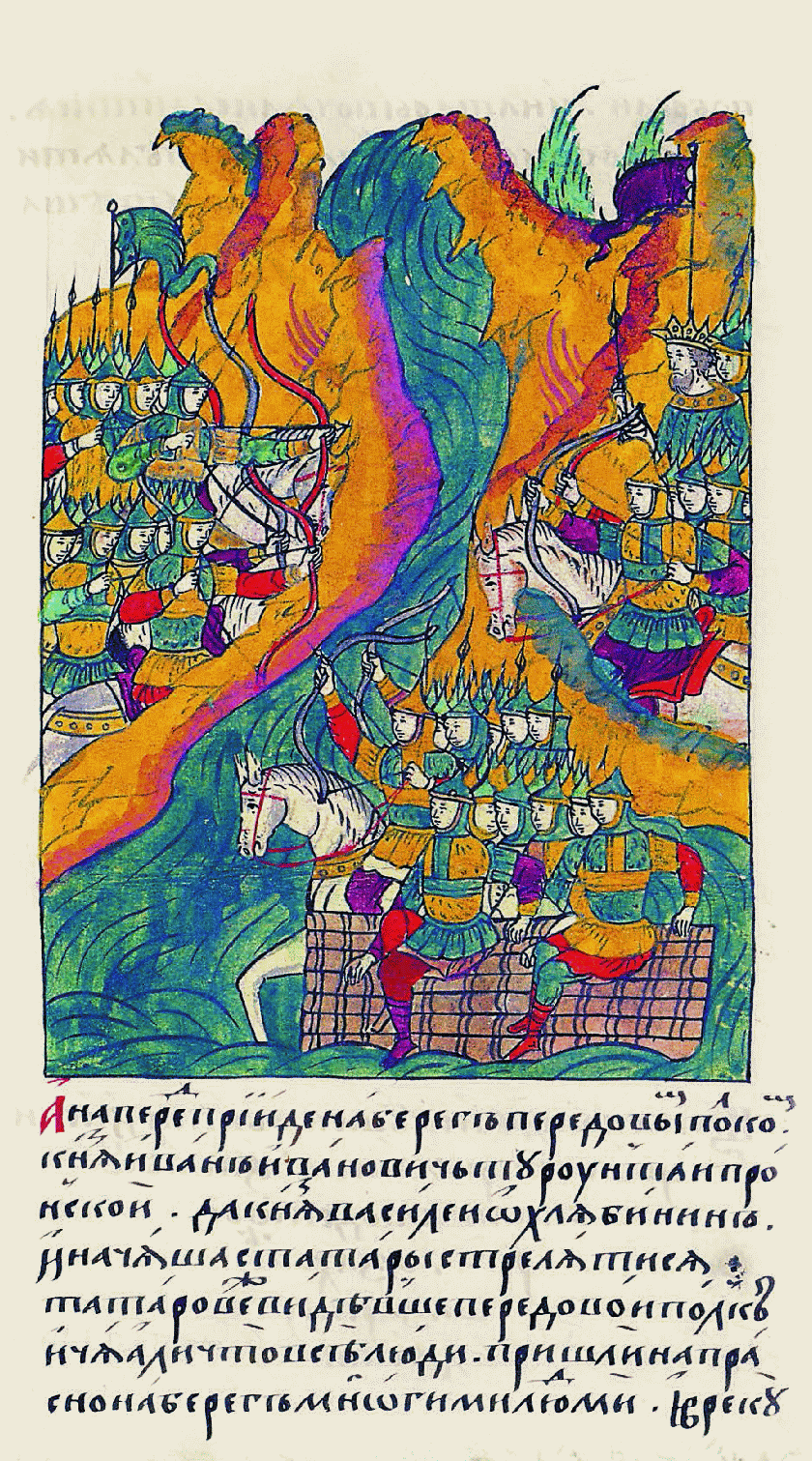
«…а прежде того пришел на берег с передовым полком князь Иван Иванович Турунтай Пронской да князь Василий Охлябинин и начали с татарами стреляться. Татары же увидели передовой полк и думали, что это все люди, вышли на берег быстро со многими людьми, и в реку [побрели]».

Князь Иван Иванович Пронский Турунтай (ум. 1569) — боярин и воевода на службе у великого князя московского Василия III и царя Ивана IV Васильевича Грозного.

## Происхождение и семья
Старший сын московского боярина и воеводы князя Ивана Дмитриевича Пронского (ум. 1523) и Марии Ивановны Головиной, дочери Ивана Владимировича Ховрина (Головы) и княжны Анны Даниловны Холмской. Князья Пронские происходили из династии Рюриковичей. Их предки владели Пронским княжеством в Рязанской земле.
Отец Ивана Турунтая, боярин князь Иван Дмитриевич, в 1514 году в битве под Оршей попал в литовский плен, где скончался в 1523 году.
У Ивана Турунтая был младший брат Семён Сура.

## Служба
Иван Пронский Турунтай пользовался доверием самого великого князя московского Василия III Ивановича и его младшего брата, удельного князя Юрия Ивановича Дмитровского.
В 1532 году Иван Турунтай был назначен воеводой сторожевого полка в Нижнем Новгороде.
В конце 1533 года Иван Турунтай был отправлен великим князем московским Василием III Ивановичем в Дмитров к князю Юрию Ивановичу, приглашая его приехать в столицу. Юрий Дмитровский, не доверявший старшему брату, поверил князю Ивану Пронскому и приехал в Москву.
В 1533 и 1537 годах Иван Иванович Турунтай был дважды воеводой в Муроме.
В 1540 году назначен воеводой правой руки в Коломне.
В июле 1541 году во время нашествия крымского хана Сахиб I Гирея на русские земли князь Иван Турунтай Пронский был первым воеводой передового полка в русской рати на берегах р. Оки.
Крымский хан Сахиб I Гирей с большим войском подошел к Оке и попытался переправиться на противоположный берег, но был отражен московскими воеводами. В боях с крымскими татарами на Оке отличился передовой полк под командованием князя Ивана Ивановича Пронского, который первый подошёл к месту боя.
Иван Иванович Пронский Турунтай находился в дружеских отношениях с князьями Шуйскими, а в 1543 году участвовал в заседании Боярской Думы, где бояре во главе с князьями Шуйскими, несмотря на присутствие самого молодого великого князя Ивана и митрополита Макария, едва не убили его фаворита Фёдора Семёновича Воронцова.
В том же 1543 году великий князь московский Иван Васильевич приказал умертвить временщика, князя Андрея Михайловича Шуйского, выдав его на расправу псарям.
Многие родственники и приверженцы Шуйских были отправлены в темницы и в ссылки.
Среди них находился князь Иван Иванович Пронский Турунтай, который получил царский приказ жить в своих имениях под Ржевом.
В 1547 году в связи с женитьбой великого князя Ивана Васильевича на Анастасии Романовне Захарьиной многие московские бояре и князья (в том числе Иван Турунтай), находившиеся в опале, получили прощение и вернулись ко двору.
В феврале Иван Пронский вместе с женой присутствовал на царской свадьбе, где князь был дружкой со стороны царской невесты.
В том же 1547 году князь Иван Иванович Пронский Турунтай был назначен царским наместником в Пскове.
Вскоре псковичи прислали к царю делегацию (70 человек) с жалобами на действия нового псковского наместника Ивана Пронского Турунтая.
Во время восстания в Москве 1547 года Иван Пронский, боявшийся новой опалы, решил бежать в литовские владения вместе с царским дядей, князем Михаилом Васильевичем Глинским.
В ноябре 1547 года во время свадьбы царского брата Юрия Васильевича с княжной Ульяной Дмитриевной Палецкой князья Иван Иванович Пронский и Михаил Васильевич Глинский бежали из столицы к литовской границе.
Царь Иван Грозный, получив донесение о побеге князей, отправил в погоню за ними дворянский отряд под командованием князя Петра Ивановича Шуйского. В лесах под Ржевом Петр Шуйский догнал и арестовал князей-изменников.
Иван Пронский и Михаил Глинский были доставлены в Москву и заключены в темницу.
На допросах они утверждали, что поехали на богомолье в Оковец.
По ходатайству духовенства и Боярской думы царь Иван Васильевич простил князей Ивана Пронского Турунтая и Михаила Глинского.
В декабре по требованию царя князь Иван Пронский Турунтай подписал грамоту, в которой обязывался верно служить государю и не отъезжать в Литву.
За князя И. И. Пронского поручились митрополит Макарий и многие московские сановники.
Бояре и дворяне, поручившиеся за князя Ивана Ивановича Пронского, подписали документ, в силу которого, в случае побега князя Пронского должны были выплатить в царскую казну 10 тысяч рублей.
В 1549 году князь Иван Иванович Пронский был пожалован в бояре.
В декабре 1549 — феврале 1550 года боярин князь Иван Иванович Пронский участвовал во втором царском походе на Казанское ханство, который закончился неудачей.
В 1550 году Иван Иванович Пронский получил во владение от царя большое поместье в 200 четей.
В том же году Иван Пронский был воеводой на казанской украйне в Муроме, откуда был вызван царем в Коломну, затем стоял «по крымским вестям» в Белеве и в Рязани с передовым полком.
В 1552 году на южнорусской границе было собрано 150-тысячное русское войско для нового царского похода на Казанское ханство. Князь Иван Иванович Пронский был назначен воеводой передового полка.
В июне крымский хан Девлет II Гирей с татарской ордой вторгся в южнорусские земли и осадил Тулу.
Царь отправил на помощь осажденному тульскому гарнизону русские полки, среди которых в передовом полку находился князь Иван Иванович Пронский Турунтай. При приближении русских полков крымский хан Девлет II Герай снял осаду и отступил от Тулы в степи.
В августе 1552 года во время осады русской армией Ивана Грозного Казани боярин Иван Иванович Пронский был первым воеводой передового полка.
Его заместителем был князь Дмитрий Иванович Хилков.
Иван Иванович Пронский отличился в боях с татарскими отрядами князя Епанчи, который прибыл на помощь осажденному казанскому гарнизону.
2 октября во время штурма Казани боярин Иван Иванович Пронский командовал передовым полком.
В 1553 году во время своей болезни царь Иван Васильевич потребовал от всех бояр и вельмож, чтобы они принесли присягу его малолетнему сыну и наследнику Дмитрию. Многие бояре отказались это делать и стали поддерживать кандидатуру удельного князя Владимира Андреевича Старицкого, двоюродного брата царя. Среди сторонников Владимира Старицкого были князья Пётр Щенятев, Иван Пронский Турунтай и Семён Васильевич Ростовский. Они заявили по поводу присяги царевичу Димитрию: «веть де нами владеть Захарьиным, и чем нами владеть Захарьиным, а нам служити Государю младу, и мы учнем служити старому князю Володимеру Андреевичу». Конюший Иван Петрович Фёдоров-Челяднин сообщил об этом самому царю. Царь приказал верным боярам взять с них присягу на верность. Перед присягой Иван Пронский заявил князю Владимиру Ивановичу Воротынскому: «твой отец, да и ты после великого князя Василия первой изменник; а ты приводишь ко кресту». Однако князь Владимир Иванович Воротынский ответил ему: «я изменник, а тебя привожу ко крестному целованию, чтобы ты служил Государю нашему и сыну его царевичу князю Дмитрию; а ты прям, а Государю нашему и сыну его царевичу князю Дмитрию креста не целуешь и служить им не хочешь». Иван Пронский Турунтай вместе с другими князьями вынужден был целовать крест на верность малолетнему царевичу Дмитрию.
Несмотря на свою приверженность к партии удельного князя Владимира Андреевича Старицкого и вражду к Захарьиным (родственникам первой царской жены), князь Иван Иванович Пронский Турунтай не попал в опалу и по-прежнему занимал видные должности при дворе и в войсках.
С 1554 по 1568 год боярин князь Иван Иванович Пронский был воеводой разных полков по крымским вестям (стоял в Коломне, Калуге, Серпухове, Дедилове, Вязьме, у Николы Зарайского, в Ржеве) и в военных походах на Полоцк и Дорогобуж.
В 1564 году Иван Пронский приехал на службу в Ржев, где против него стал местничать князь Александр Иванович Воротынский, но царь поддержал Пронского и передал Воротынскому «чтобы он знал себе меру».
В октябре 1564 году князь Иван Пронский вместе с крещённым казанским царем Семёном Касаевичем выступил во главе русского войска в поход из Великих Лук на литовскую пограничную крепость Озерище.
6 ноября Озерище было взято штурмом, о чём московские воеводы сообщили царю.
В 1565 году князь Иван Пронский стал поручителем за боярина Ивана Петровича Яковлева и в случае его побега должен был выплатить 800 рублей в казну.
В 1565 году после разделения Русского государства на опричнину и земщину боярин князь Иван Иванович Пронский стал видным членом земского боярского правительства. В 1566 году подписал грамоту о продолжении войны против Польско-Литовского государства. В 1567 году был отправлен из Ржева в Вязьму, куда также прибыли воеводы из Боровска и Волоколамска, чтобы предоставить охрану русскому посольству, возвращавшемуся из Польши.
В 1569 году по приказу царя Ивана Грозного боярин князь Иван Иванович Пронский Турунтай был убит.
Андрей Курбский в своей «истории великого князя Московского» сообщает, что Иван Пронский постригся в монахи, но царь велел его взять из монастыря и утопить.
Ливонцы Таубе и Крузе писали, что князей Петра Щенятева и Ивана Пронского засекли до смерти.
Известный русский историк Николай Карамзин считал, что князь Иван Пронский был казнён как сообщник конюшего Ивана Петровича Фёдорова, который вместе с некоторыми другими боярами вёл переписку с польским королём и великим князем литовским Сигизмундом Августом, собираясь изменить Ивану Грозному.